# Arbalet

Arbalet

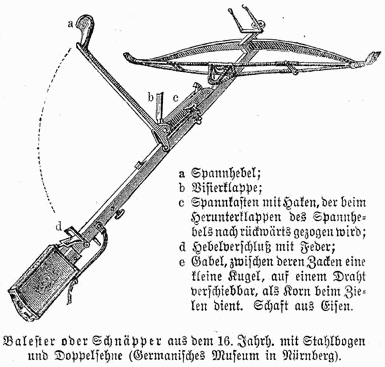
Budowa arbaleta

Arbalet (także: arbaleta; niem. balester) – rodzaj kuszy, przystosowanej do miotania pocisków kamiennych lub ołowianych (zamiast bełtów).
Arbalet posiadał łoże (często z charakterystycznym wygięciem w przedniej części), do którego przymocowane było stalowe łuczysko. Wyposażony był w podwójną cięciwę na środku której znajdowała się skórzana miseczka (podobnie jak w procy). Niektóre arbalety posiadały również prymitywne przyrządy celownicze, zazwyczaj w postaci koralika zawieszonego na ramce, w miejscu łączenia łuczyska z łożem, oraz blaszki z przeziernikiem lub szczerbinką, umiejscowionej za orzechem mechanizmu spustowego.
Stosowany przede wszystkim do polowań i zawodów strzeleckich, głównie w XVI–XVIII wieku.